# Resistencia peronista

Portada del diario Resistencia Popular de 1957 donde se da cuenta de los fusilamientos extrajudiciales ordenados por el Poder Ejecutivo.

La resistencia peronista es el nombre que recibe en Argentina un período de dieciocho años de la historia del peronismo y un movimiento de resistencia contra las dictaduras y gobiernos civiles instalados a partir del golpe de Estado de septiembre de 1955 —que derrocó al gobierno constitucional de Juan Domingo Perón— y hasta el 25 de mayo de 1973, fecha en la que asumió el gobierno constitucional de Héctor José Cámpora. Los gobiernos instalados durante ese período fueron resultado de golpes de Estado o de dos elecciones (1958 y 1963) en las que no se permitió participar libremente al peronismo, ni tampoco en la segunda, al frondizismo. En la Resistencia participaron gran cantidad de organizaciones sindicales, juveniles, guerrilleras, religiosas, estudiantiles, barriales y culturales, que eran autónomas y tenían como objetivo común la vuelta de Perón al país y la realización de elecciones libres y sin proscripciones.

## Política de desperonización, Decreto 4161 y secuestro del cadáver de Eva Perón
El 16 de septiembre de 1955, se produjo un golpe de Estado cívico-militar que derrocó al Gobierno constitucional de Juan Domingo Perón, dando inicio a una dictadura autodenominada Revolución Libertadora (1955-1958), dicha dictadura fue encabezada por Eduardo Lonardi y luego tras un golpe de palacio por Pedro Eugenio Aramburu, contando desde noviembre de 1955 con un Consejo Consultivo integrado por dirigentes de la Unión Cívica Radical, el Partido Socialista, el Partido Demócrata Progresista, el Partido Demócrata Nacional (conservador) y el Partido Demócrata Cristiano.
Inicialmente, bajo la consigna «ni vencedores ni vencidos», la dictadura de Lonardi —septiembre a noviembre de 1955— adoptó una política de represión selectiva contra el peronismo, una de las principales fuerzas políticas del país, que se fue acentuando con el paso de los meses hasta convertirse en una política de represión sistemática, bajo el objetivo de «desperonizar» la sociedad. El 13 de noviembre, el ala dura (antiperonista) de la dictadura derrocó al general Lonardi para instalar en el Gobierno al general Pedro Eugenio Aramburu (1955-1958), acompañado por Isaac Rojas
Aramburu incrementó la represión contra el peronismo y, el 5 de marzo de 1956, sancionó el Decreto 4161/56, proscribiendo al peronismo, abarcando tanto la ilegalización del partido, como la prohibición de sus ideas y símbolos, e incluso la mención de los nombres de Perón y Evita.
Por otro lado, tras el efímero intento de Lonardi de conservar las mejoras sociales obtenidas por los trabajadores bajo el peronismo y la autonomía de los sindicatos, bajo el Gobierno de Aramburu se pasó al más crudo revanchismo, con despidos en masa, intervención en las organizaciones sindicales y caída en el salario real de los trabajadores. Esta actitud hizo que los trabajadores identificaran peronismo y derechos sociales, en mayor medida aún que durante el Gobierno de Perón, y convirtieran el regreso del peronismo —o del propio Perón— como objetivos deseables.
La dictadura de Aramburu secuestró también e hizo desaparecer el cadáver de Eva Perón, luego de profanarlo y someterlo a violencias que expresaban un odio profundo. El peronismo en la clandestinidad, encabezado sus mujeres, comenzaron a marchar a Plaza de Mayo para reclamar la devolución del cuerpo, con banderas que decían «¿Dónde está Evita?», que se convertiría en uno de los principales reclamos de la Resistencia.

## Respuesta peronista

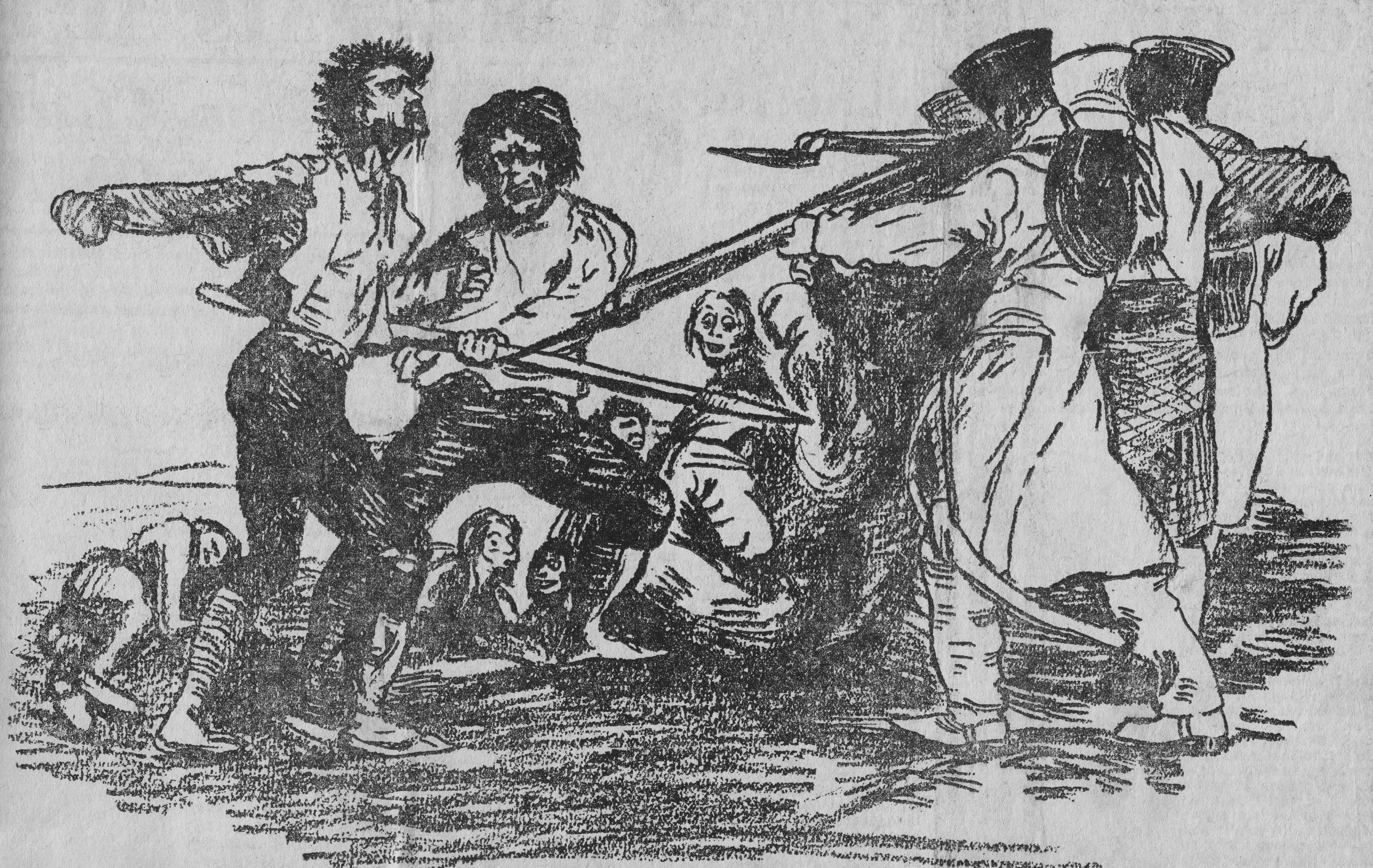
Alegoría a los fusilamientos que tuvieron lugar durante la dictadura militar.

Desde el mismo día que se producían las primeras noticias de un golpe de Estado en Córdoba, reservistas de los liceos militares del Ejército Argentino —el Liceo Militar General San Martín y el Liceo Militar General Paz pidieron unirse a la lucha para defender el gobierno constitucional, sin embargo alentado por el presidente el subdirector de la Escuela Naval Militar dio la orden de no intervenir para proteger a los cadetes muchos de ellos provenían de sectores trabajadores y simpatizaban con el peronismo.
La respuesta del peronismo fue en varios ámbitos simultáneos: la más inorgánica fue la respuesta de pequeños grupos de militantes peronistas que lanzaron boicot a empresas públicas y privadas, y la colocación de explosivos caseros conocidos como "caños". Ambas formas de resistencia tuvieron un gran auge a principios de 1956, decayendo rápidamente hacia mediados del mismo año.
La eliminación de los sectores ultracatólicos ligados al General Lonardi provocó el descontento de ciertos jefes.
El 9 de junio de 1956 un grupo de oficiales y suboficiales lleva adelante un alzamiento para terminar con la dictadura de Pedro Eugenio Aramburu,  dirigida fue el general de división Juan José Valle, que fue apoyado por  militares y policías peronistas, como el coronel Adolfo Philippeaux en Santa Rosa, que fue el único que logró dominar la ciudad en que se había sublevado. La sublevación se saldó con el fusilamiento de dieciocho militares y el asesinato de catorce civiles. El peronismo siempre ha reivindicado este alzamiento como parte de la resistencia peronista, aun cuando Valle y varios otros jefes nunca fueron peronistas.
Tras la cruel represión, volvieron a tomar protagonismo las acciones de resistencia junto a formas algo más elaboradas, incluyendo bombas incendiarias. Estos atentados evitaban en lo posible el ataque a personas, al punto que en todo el lustro que siguió a la caída de Perón solo causaron un muerto, a pesar del gran número de atentados sobre bienes y edificios que se realizaron.
Uno de los primeros atentados a gran escala fue el estallido del polvorín de la Fábrica Militar de Materiales de Comunicaciones, cerca de la estación Migueletes, [cita requerida]en el Gran Buenos Aires. Otro que llamó especialmente la atención fue la explosión de un petardo que no hizo más que romper algunos vidrios en una sede del Partido Socialista, presuntamente ligado al hecho de que los sindicatos peronistas habían sido entregados, en gran parte, a dirigentes socialistas.
La dirección política del movimiento estuvo en manos del Comando Nacional del Partido Peronista, fundado por el exdiputado John William Cooke; cuando este fue arrestado y trasladado a Río Gallegos, se creó el Comando Capital, dirigido por Raúl y Rolando Lagomarsino. No obstante, el Comando no fue capaz de coordinar las acciones de los diversos grupos de acción directa, que actuaron por su cuenta; pudo, en cambio, producir una gran cantidad de volantes con llamados a la resistencia contra la dictadura.
Un actor principal de este proceso fue el propio Perón, que desde el exilio intentaba controlar la evolución del peronismo en su ausencia. En enero de 1956 había enviado unas "Directivas Generales para todos los Peronistas", en que se mostraba propenso al ejercicio de la violencia como método, y a

luchar con la dictadura mediante la resistencia pasiva hasta que se debilite y nuestras fuerzas puedan tomar el poder. [...] El trabajo a desgano, el bajo rendimiento, el sabotaje, la huelga, el paro, el desorden, la lucha activa por todos los medios y en todo lugar debe ser la regla. Sin esta preparación la revolución social no será posible a corto plazo, porque la tiranía sólo caerá por este medio; luego, es necesario incrementarlo diez veces más cada día. Siendo la finalidad básica la revolución social, todos los demás objetivos deben subordinarse a esa finalidad. La conducta de cada obrero estará fijada cada día en lo que pueda hacer para derribar a la tiranía e imponer el Justicialismo integral y absoluto por la forma más rápida y definitiva.

Ese mismo año, Perón editó en Santiago de Chile el primero de sus libros del exilio, La fuerza es el derecho de las bestias, en que justificaba la acción política de su gobierno y tachaba de cinismo la pretensión de la dictadura de calificar su gobierno como una dictadura, cuando la única fuente de poder del gobierno militar eran las armas. Una edición chilena del escrito llegó a través de la red de contactos de Jorge Antonio hasta Buenos Aires, donde fue reproducida clandestinamente por Mario Massouh, María Hesaín, Eduardo Manso, Humberto Castañares y Rubén Decarloantonio en un taller sin electricidad de Lomas de Zamora.
En diciembre de 1956, se registraron nuevos hechos de violencia: en medio de una huelga en la fábrica de Siam Di Tella, ésta sufrió un importante incendio intencional. En febrero del año siguiente, se registró la voladura de un puente ferroviario y de un conducto de nafta en Villa Domínico.
El 17 de marzo, se fugaron del penal de Río Gallegos varios dirigentes peronistas, tales como John W. Cooke, Héctor J. Cámpora, Jorge Antonio, José Espejo y Guillermo Patricio Kelly. Además del notable efecto que tuvo la fuga, tuvo cierta importancia que Cooke se reuniera con Perón y regresara a la Argentina en secreto, con el encargo de reunir a todos los grupos de la resistencia peronista, en lo que fracasó ostensiblemente. No obstante, su accionar propagandístico daría lugar a la formación de la Izquierda Peronista, aunque esto no ocurriría hasta comenzada la década de 1960.
Las acciones violentas se mantuvieron como el principal medio de acción política peronista hasta mediados de 1957, cuando la cuestión electoral —tanto para la reforma de la Constitución como para las elecciones del año siguiente— hicieron pasar las preocupaciones de los militantes por otros carriles. Aun así, hubo unos 125 atentados con bombas, solamente entre diciembre de 1956 y julio de 1957.

## Reorganización del sindicalismo peronista
Paralelamente a la resistencia armada y propagandística, se desarrolló una lucha por parte de los trabajadores peronistas, que proclamaron una huelga para el 14 de noviembre de 1955. La misma fue reprimida con la intervención de casi todos los sindicatos y el arresto de sus dirigentes del período peronista. Eso permitió su reemplazo por una nueva generación de dirigentes, también identificados con el peronismo, pero distinto de los burocratizados funcionarios en que se habían convertido sus antecesores, y mucho más combativos: entre los nuevos líderes se contaron Andrés Framini, José Alonso y Augusto Timoteo Vandor.
Comenzó entonces una lucha de los trabajadores peronistas por recuperar su lugar en el sindicalismo organizado. El gobierno continuó controlando la CGT, mientras gradualmente normalizaba algunos sindicatos, convocando a elecciones. La participación de trabajadores en estas elecciones fue notoriamente baja; tras algunas victorias de socialistas y comunistas en varios de los sindicatos "grandes", los peronistas —que no usaban ese nombre— fueron obteniendo gran cantidad de victorias en sindicatos algo menos importantes. Se trataba de dirigentes nuevos —con la notable excepción de Andrés Framini, de la Asociación Obrera Textil— que se concentraban inicialmente en aspectos puramente sindicales, evitando en lo posible toda mención a la acción política. Aun así, las huelgas del año 1956 generaron una pérdida de más de medio millón de días de trabajo.
Los viejos dirigentes peronistas hicieron algunos intentos de reorganizarse, a través de la "CGT Auténtica" o de la "CGT Única e Intransigente", pero estos grupos no tuvieron éxito alguno y no lograron siquiera controlar sus propios sindicatos.
A partir del segundo trimestre de 1957 se observó un giro notable, cuando fracasó un congreso normalizador de la CGT controlado por socialistas y comunistas. A continuación, algunos comunistas y peronistas se lanzaron a armar su propia organización sindical, que plasmó en el mes de agosto en la formación de las 62 Organizaciones. Ese año se perdieron más de tres millones de días de trabajo.
En la segunda mitad del año, las 62 Organizaciones lanzaron varias proclamas de índole más política que gremial, en las cuales no se nombraba a Perón o al peronismo, aunque sí se utilizaba un lenguaje inequívocamente peronista. Los sindicatos peronistas anunciaron un paro general los días 22 y 23 de octubre de ese año, que terminó con la movilización militar de los trabajadores y el arresto de decenas de dirigentes gremiales. La enérgica represión mostró que los sindicatos peronistas aún no estaban en condiciones de condicionar al gobierno.

## Intentos de participación política
La opción política estaba desde un principio vedada para el Partido Peronista; pero también desde un principio hubo dirigentes que alentaron la aparición de un "peronismo sin Perón". Los primeros dos partidos de este tipo fueron la Unión Popular, fundada por el excanciller Juan Atilio Bramuglia, y el Partido Laborista fundado por Cipriano Reyes, ambos a fines de 1955. El partido de Reyes, que reivindicaba las conquistas sociales del peronismo pero se sumaba al coro de los ataques a Perón y sus seguidores, se extinguió muy pronto. En cambio, la Unión Popular logró gran cantidad de adherentes entre los peronistas de la resistencia. Entre sus dirigentes más notables se contaron Alejandro Leloir, Atilio García Mellid y Rodolfo Tecera del Franco.
Perón consideraba que ni el golpismo al estilo del general Valle ni el neoperonismo de la UP eran los medios más idóneos para recuperar el poder, además de que consideraba que cualquiera de esta dos vías llevaría a la dirección de su partido a líderes rivales. Cuando se produjo el llamado a elecciones de Convencionales para la reforma constitucional de 1957, Perón ordenó votar en blanco. Para sorpresa de los dirigentes que habían apoyado la Revolución Libertadora, el "recuento globular" en esas elecciones determinaron ligeramente más votos en blanco que para la lista triunfadora, la de la Unión Cívica Radical del Pueblo, y tanto el socialismo como el conservadurismo mostraron una fuerza mucho menor de la esperada.
Para las elecciones generales de 1958, dado que el peronismo seguía prohibido, Perón negoció la legalización del mismo —y la entrega de los sindicatos a sus afiliados sin proscripciones— con la Unión Cívica Radical Intransigente, firmando un pacto secreto con Rogelio Frigerio. Pese a la episódica participación de algunos pequeños partidos neoperonistas en algunas provincias menores, la amplia victoria de Arturo Frondizi y la UCRI demostró que el peronismo, si bien no tenía la mayoría de las simpatías políticas de su lado, estaba en condiciones de volcar cualquier elección.

## Frondizi y la represión
El 26 de junio de 1958, el Congreso Nacional derogó el decreto ley 4161/56 que prohibía al peronismo, y sancionó una ley de amnistía que dejó en libertad a los miles de peronistas y sindicalistas encarcelados. Frondizi esperaba que los peronistas respondieran dando fin a la resistencia, pero su política económica generó gran resistencia entre los sindicatos, como las grandes huelgas de los trabajadores petroleros, ferroviarios, de la carne, bancarios y metalúrgicos.
En respuesta, en noviembre de ese año, Frondizi dictó el decreto secreto 9880/1958, que permitía al presidente declarar el "Estado Conintes", restringiendo la vigencia de los derechos y garantías constitucionales y habilitando la militarización de la sociedad y la declaración del estado de sitio. La vigencia del Plan Conintes significaba, además, la declaración de ilegalidad de toda huelga o manifestación, la militarización de los principales centros o ciudades industriales como La Plata o el Gran Buenos Aires, y la autorización a las Fuerzas Armadas a realizar allanamientos y detenciones sin cumplir las normas constitucionales.
La resistencia peronista comenzó a realizar atentados violentos. El 16 de febrero de 1960 una llamada “Central de operaciones de la Resistencia”, que contaba con “comandos” en diferentes provincias, colocó explosivos en la planta de almacenamiento de combustibles de la compañía Shell-Mex en Córdoba que al detonar hicieron arder 3.000.000 de litros de nafta y 400.000 litros de gasoil y mataron nueve personas y otras treinta resultaron heridas. El 12 de marzo una bomba de bomba de trotyl de seis kilos colocada en la casa del capitán David Cabrera en la localidad de Olivos, provincia de Buenos Aires, mató a su hija de dos años además de varios heridos.
Dos días después, tras una reunión con los comandantes de las tres armas, Frondizi puso en marcha el Plan Conintes (Conmoción Interna del Estado) evitando así la declaración de la ley marcial, una medida no contemplada en la ley argentina que le exigían los militares—. El ejecutar el Plan Conintes Frondizi entregó a las Fuerzas Armadas la represión y el juzgamiento de opositores, calificados como “enemigos internos”. Por entonces las garantías constitucionales ya estaban suspendidas en todo el país, debido al estado de sitio establecido por el Congreso dos años antes por la Ley 14775 sancionada a iniciativa presidencial, que le permitía a Frondizi detener ciudadanos, por su sola decisión. Tres días después, el propio Frondizi había puesto en vigencia el Plan Conintes por Decreto Secreto 9880 del 14 de noviembre de 1958. Cientos de dirigentes gremiales, estudiantiles y políticos fueron arrestados, y varios sindicatos fueron intervenidos. Entre los presos se contaron el comunista Rubens Íscaro, los peronistas Andrés Framini y José Ignacio Rucci, y el folklorista paraguayo José Asunción Flores. De este modo Frondizi estableció una doble estructura represiva: mediante el estado de sitio podía detener a ciudadanos sin acusación ni juicio, y mediante el Plan Conintes las Fuerzas Armadas podían detener y enjuiciar civiles.
«A través de toda esta estructura de decretos y leyes, el gobierno frondicista detuvo y encarceló a miles de opositores políticos, justificándose en el hecho de que tales personas constituían un peligro para la paz social del país o, incluso, una fuerza subversiva». Luego del Decreto 2639/60, aumentaron las denuncias detenciones ilegales y torturas, por parte del gobierno. Las denuncias llegaron al Congreso y los diputados nacionales de la Unión Cívica Radical Intransigente y la Unión Cívica Radical del Pueblo, decidieron investigar las denuncias. El diputado Carlos H. Perette -que sería elegido en 1963 como vicepresidente de la Nación- alertó a la Cámara sobre la gravedad de la situación diciendo que «las detenciones por causas políticas y gremiales en los dos años de este gobierno han asumido proyecciones y trascendencia inigualadas, sobre todo en el año 1959 y en los meses transcurridos de 1960». El 21 de julio de 1960 la Cámara de Diputados creó una Comisión Investigadora de Supuestos Apremios Ilegales, que se mantuvo en actividad durante un año. Las pericias y constancias de torturas llevaron al diputado Perette a sostener públicamente que las garantías constitucionales estaban «aniquiladas» en Argentina. La Comisión recibió más de 350 denuncias. Ya en los primeros días de 1958 Frondizi había mandado a detener sin orden judicial a más de 600 personas. «La aplicación de torturas hacia los recluidos a disposición del Poder Ejecutivo se tornó parte regular del tratamiento de los mismos». La diputada oficialista Nélida Baigorria llegó a afirmar que existía un “procedimiento sistematizado” para realizar las torturas.
La investigación de la Comisión dieron cuenta de un procedimiento establecido por el gobierno, conocido como «giro», que consistía en realizar una serie de traslados clandestinos a diversas unidades de detención, antes de ser enviados al lugar donde serían encarcelados. Esos lugares no quedaban registrados y eran utilizados para interrogar a los opositores y someterlos a torturas o malos tratos. La mayoría de las detenciones se realizaban de noche, sin comunicar a los detenidos las razones de la detención y en muchos casos sin siquiera registrar la causa por escrito. El gobierno también ordenaba por regla general enviar a los ciudadanos detenidos a cárceles ubicadas lejos de sus hogares y separar a los detenidos que se conocían. La preocupación por la generalización de las torturas llevó a que también formaran comisiones de investigación de apremios ilegales las legislaturas de las provincias de Buenos Aires y de Mendoza.
Frondizi dio por terminado el Plan Conintes en agosto de 1961, pero mantuvo el estado de sitio y las detenciones extrajudiciales. Por otra parte la militarización continuó con los ciudadanos ya detenidos o acusados de haber cometido actos subversivos con anterioridad. El Plan Conintes volvería a ser aplicado durante el gobierno de facto de José María Guido.
A lo largo del gobierno de Frondizi tuvieron lugar 1566 atentados en los que murieron 17 personas, realizados tanto por la resistencia peronista como por los nacientes movimientos de izquierda y ultraderecha.

## Primeros grupos armados
Fuera de la resistencia peronista que se venía realizando, inorgánica y descentralizada, surgieron algunos grupos armados. El único de ellos que se puede identificar plenamente con el peronismo es el de los Uturuncos, un grupo guerrillero identificado con la prédica de John W. Cooke, pero al que este nunca perteneció. Su aparición pública tuvo lugar en la Navidad de 1959, cuando coparon una comisaría en Frías (Santiago del Estero). A continuación quisieron lanzar una guerrilla focalizada en la provincia de Tucumán, pero nunca lograron extenderse y fueron rápidamente derrotados; tras un efímero regreso en 1963, se disolverían definitivamente.
Hubo también un breve intento revolucionario, liderado por el general Miguel Ángel Iñíguez, que en noviembre de 1960, junto con otros militares y civiles, intentaron sin éxito apoderarse del Regimiento de Infantería 11, en Rosario. Pese a que Iñiguez contaba con buenas relaciones con Perón, ningún grupo sindical o político peronista apoyó públicamente el intento.
La acción de la policía y el ejército permitió desactivar varias células terroristas, cuyo alineamiento político nunca fue muy claro: los militares los clasificaban sistemáticamente como "comunistas" —en parte por presión del Departamento de Defensa de los Estados Unidos— o simplemente "subversivos", tornando casi imposible su identificación política. Muy probablemente fueran mayoritariamente continuadores de la resistencia peronista.
Un grupo que comenzó su actuación en esa época, y que solo muy tardíamente confluiría en parte con el peronismo, fue el Movimiento Nacionalista Tacuara, creado oficialmente a fines de 1957. Se trataba de un grupo de orientación ultraderechista, con fuertes tintes antisemitas. Tras la revolución cubana, el grupo se dividió en varios subgrupos, ideológicamente muy discordantes, todos los cuales utilizaban el nombre de la agrupación. Es así que se le adjudicaron cientos de atentados, incluyendo algunos en los que no habían tenido que ver, con inspiración fascista, marxista, antisemita o peronista. Entre los dirigentes que pasaron de Tacuara a la izquierda peronista se contaron José Joe Baxter, José Luis Nell y Dardo Cabo.

## Sublevación de la ESMA de 1972
El 16 y 17 de noviembre de 1972, durante la dictadura autodenominada Revolución Argentina, se produjo la sublevación de la Escuela de Suboficiales de Mecánica de la Armada en Argentina, en apoyo a Juan Domingo Perón, que ese día volvió al país, luego de dieciocho años de exilio y proscripción. El levantamiento fue liderado por el entonces guardiamarina Julio César Urien y tuvo como fin evidenciar que en las Fuerzas Armadas aún quedaban militares peronistas. El hecho integra el movimiento histórico conocido como la Resistencia peronista.